# 藤永茂
藤永 茂（ふじなが しげる、1926年 - ）は、日本・カナダの物理化学者、科学哲学や社会・文化・歴史等の評論家、エッセイスト。アルバータ大学理学部名誉教授。

## 経歴
中国の長春に生まれる。福岡県中学修猷館、旧制福岡高等学校を経て、1948年九州帝国大学理学部物理学科を卒業。1959年、理学博士（京都大学）の学位を取得する。
1959年から2年間、シカゴ大学理学部物理教室に研究員として滞在して以来、コンピュータを用いて原子や電子の振る舞いを議論する計算化学の研究を続ける。1965年、九州大学教授を経て、1968年、アルバータ大学理学部教授に就任し、1991年、同大名誉教授となる。
専門とする量子化学のほかに、科学哲学や社会・文化・歴史などに関する評論・エッセイ、ジョゼフ・コンラッド『闇の奥』の新訳などの著書がある。

## 著書

### 専門書
- 『分子軌道法』（岩波書店） 1980　ISBN 9784000059206
- 『入門分子軌道法 分子計算を手がける前に』（講談社、化学専門書） 1990
- Gaussian basis sets for molecular calculations (Physical sciences data ; 16) edited by S. Huzinaga (Elsevier Science Publishing Co., 1984) ISBN 0444422544.
- 『化学や物理のためのやさしい群論入門』（成田進共著、岩波書店） 2001

### 評論・エッセイ
- 『アメリカ・インディアン悲史』（朝日新聞社） 1972、朝日選書 1991
- 『おいぼれ犬と新しい芸 在外研究者の生活と意見』（岩波書店、岩波現代選書） 1984
- 『ロバート・オッペンハイマー 愚者としての科学者』（朝日選書） 1996、ちくま学芸文庫 2021.8
- 『『闇の奥』の奥 コンラッド・植民地主義・アフリカの重荷』（三交社） 2006　ISBN 9784879191670
- 『アメリカン・ドリームという悪夢 建国神話の偽善と二つの原罪』（三交社） 2010.3　ISBN 978-4-87919-597-5

## 翻訳
- 『コロンブスが来てから 先住民の歴史と未来』（トマス・R・バーガー、朝日選書） 1992
- 『闇の奥』（ジョゼフ・コンラッド、三交社） 2006